# 夕やけこやけライン

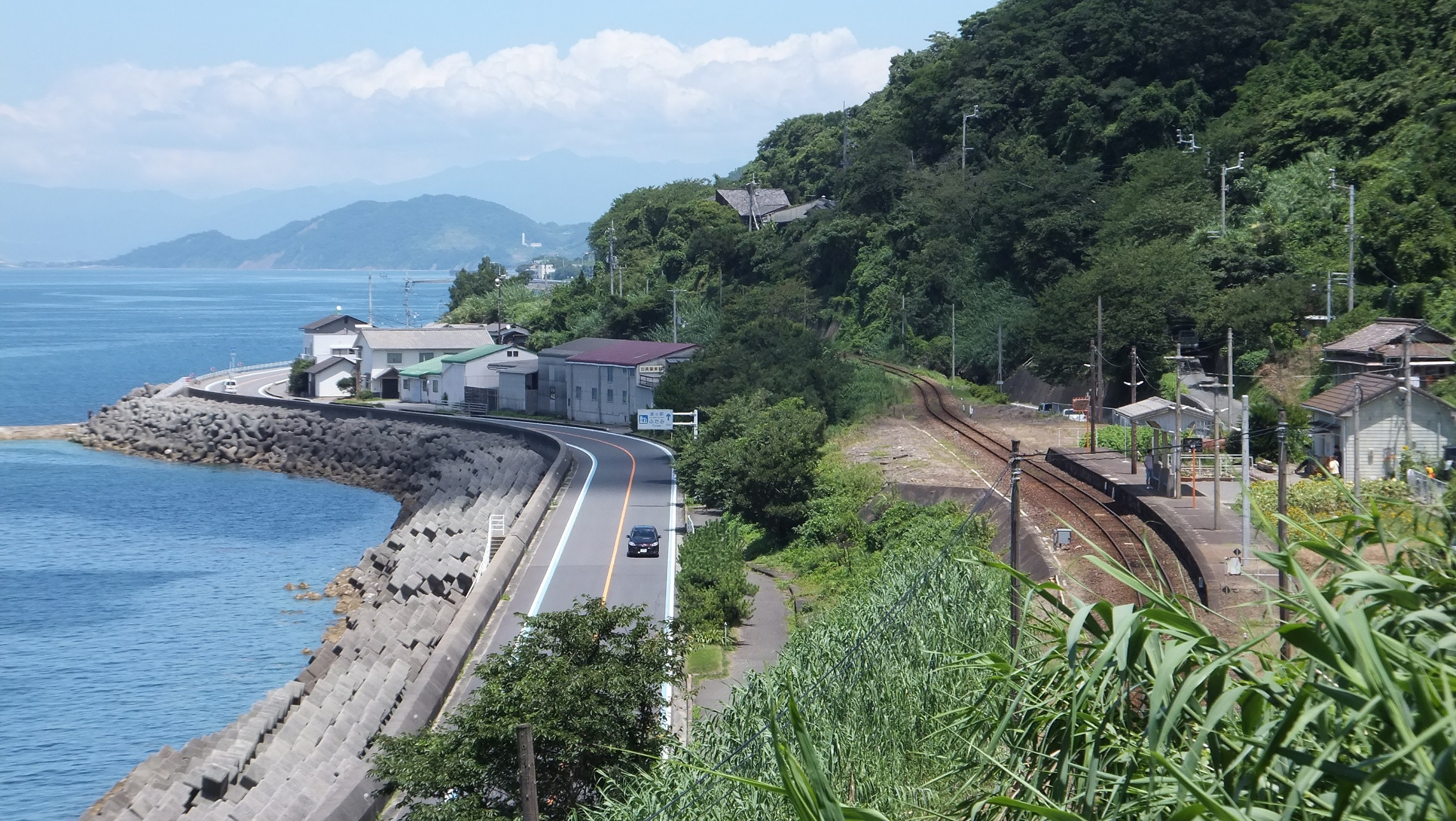
夕やけこやけライン（中央）とJR予讃線の下灘駅（右）

夕やけこやけライン（ゆうやけこやけライン）は、愛媛県伊予市双海町から大洲市長浜町の国道378号の一部。全国公募で選ばれた愛称で、ドライブコースである。夕やけ小やけラインとも表記される。

## 概要

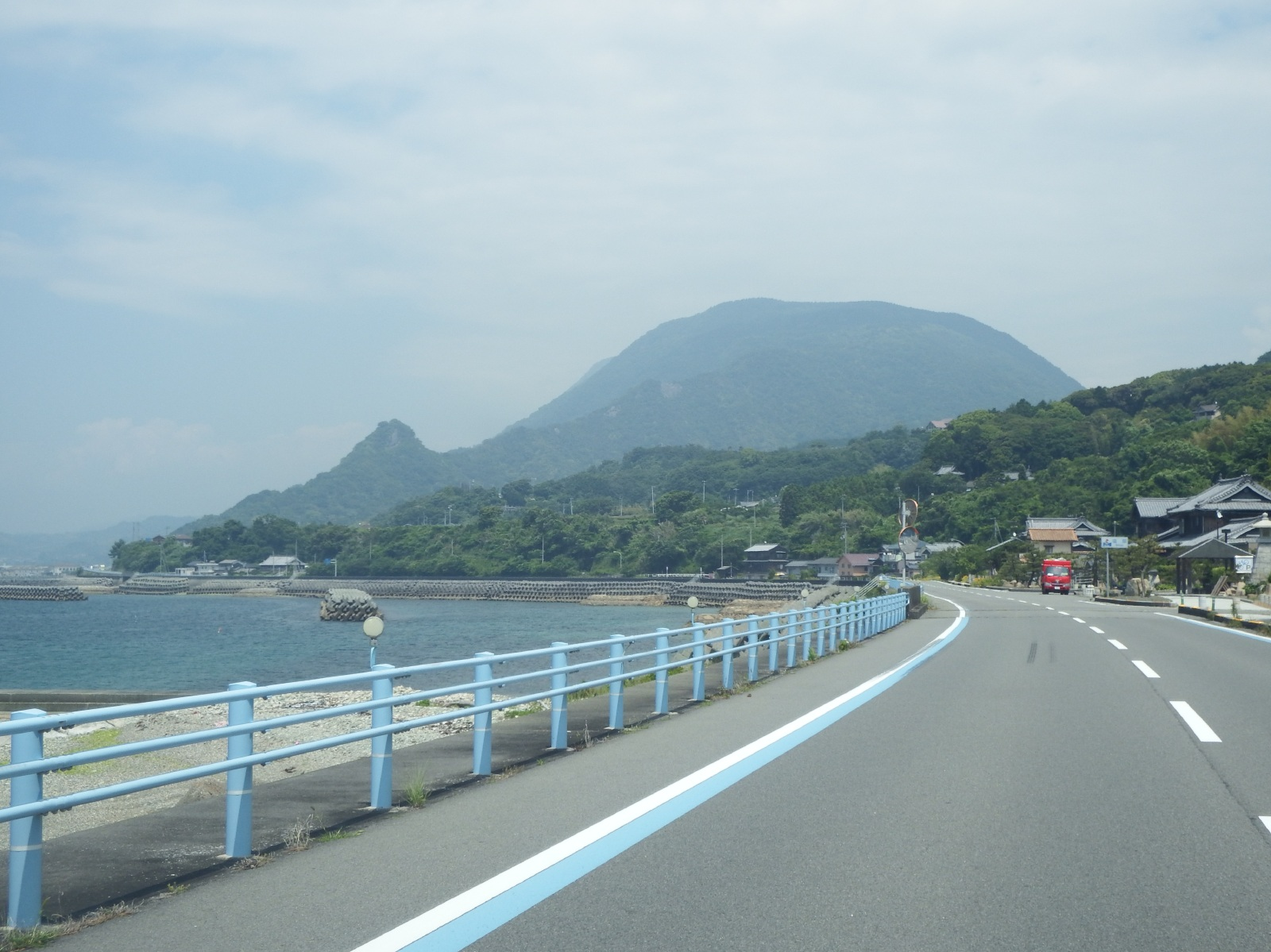
夕やけこやけライン

四国の愛媛県西部に位置する伊予市双海町から大洲市長浜町までを結ぶ区間に名付けられた、瀬戸内海（伊予灘）に面する海岸線沿いを走る国道378号の道路愛称名である。名称は、「夕やけこやけライン」から臨む瀬戸内海（伊予灘）の水平線上にはほとんど島影がないため、海岸線に沈む美しい夕日が見られることに由来し、伊予市と合併する以前の旧双海町が、「しずむ夕日が立ちどまる町」として、見える夕日の美しさを町おこしアピールにつなげてきた歴史にも関連している。区間距離は約31.6キロメートル、全線2車線である。

## 地理
伊予市街で国道56号から国道378号へ向かう。最初は狭めの道で山中を走る。その後、海沿いに出る。途中の道の駅ふたみは、海に面し、すぐの所に砂浜がある。長浜の肱川河口では市街地を通過するが、ほとんどは海沿いを走る道である。かつて「日本一海に近い駅」として知られていた双海町の位置するJR四国・予讃線の下灘駅よりも、海側の海岸線を埋め立てて国道378号が通されたため、鉄道よりも道路通行者の方が、より海岸線に近い。伊予市双海町側から大洲市長浜町方面は、道路が南西あるいは西南西方向に伸びていくため、双海町側からの方が夕日を眺めながらの道路走行はしやすい。

## 周辺
- 道の駅ふたみ
- ふたみシーサイド公園
- ふたみ潮風ふれあい公園
- 菜の花ロード